# 5005 Kegler
5005 Kegler (1988 UB) là một tiểu hành tinh vành đai chính được phát hiện ngày 16 tháng 10 năm 1988 bởi Seiji Ueda và Hiroshi Kaneda ở Kushiro.